# YELLOW YELLOW HAPPY
「YELLOW YELLOW HAPPY」（イエロー・イエロー・ハッピー）は、1996年9月4日に発売されたポケットビスケッツ2枚目のシングル。

## 解説
週間オリコンチャートでトップ3に入ることはなかったが、ロングヒットとなりミリオンセラーを達成。自身最大のヒット曲となった。
オリコン初登場8位。最高位は4位。累計約150万枚を売り上げている。
- ジャケットは横浜市のみなとみらい地区にあるヨーヨー広場で撮影された。
- CDの発売に際して「普通の番組では考えられない予算」（番組ディレクター・塩谷祥隆[2]）を投じて、前作では製作されなかったミュージック・ビデオが製作された。
- 「もしもダンス」と呼ばれる独特なステップを振り付けしたのは振り付け師の南流石[3]。
- 発売後、テルが自主的に前作「Rapturous Blueの最高20位に届かなかったら解散」という条件を出していたが、オリコンチャート初登場8位で活動継続となった[4]。
- デビュー曲「Rapturous Blue」では全編当て振りだったテルだが、この曲の間奏ではピアノソロを担当した。
- 作曲はプロデュースもしている爆風スランプのパッパラー河合で、『決定版!爆風スランプ大全集2 〜The Very Best Of パッパラー河合〜』でセルフカバーしている。
- 間奏で千秋の歌声が聞こえる部分があるが、これはサビを逆再生でサンプリングしたもので、1番の間奏では1番のサビが、2番の間奏では2番のサビが使用されている。
- 2021年、配信番組「ザ・マスクド・シンガー」シーズン1において、出場したイカキング（正体はサンプラザ中野くん）がYELLOW YELLOW HAPPYを歌唱しており、同年にサンプラザ中野くん個人のYouTubeチャンネルでもカバーしている。
- 2023年12月31日、ポケットビスケッツ&ブラックビスケッツとして25年ぶり2回目の出場となった第74回NHK紅白歌合戦では「YELLOW YELLOW HAPPY～Timing」の中で歌唱した[5]。
- リリース前、千秋の歌詞ノートの中に「もしも生まれ変わってもまた私に生まれたい」という一文を見つけたパッパラー河合が譜面を提案したが、千秋は「その言葉は私のすべてだから2曲目はちょっと早い」と渋っていたことが、2024年3月に公開された動画[6]の中でパッパラー河合によって語られた。しかし千秋はこのことを覚えていなかった。
- 2024年11月公開のインタビュー記事で、千秋は「当時は意識していなかったがYELLOW YELLOW HAPPYは自己肯定感の曲」だと語っている[7]。

## 収録曲
作詞：CHIAKI&ポケットビスケッツ、作曲・編曲：パッパラー河合
1. YELLOW YELLOW HAPPY
2. YELLOW YELLOW HAPPY（Original Karaoke）

## カバー
- 爆風スランプ - 1997年6月21日に発売された『決定版!爆風スランプ大全集2 〜The Very Best Of パッパラー河合〜』に収録。
- Gacharic Spin
- 中野有香（下地紫野）、水本ゆかり（藤田茜）、椎名法子（都丸ちよ） - ゲーム『アイドルマスター シンデレラガールズ スターライトステージ』収録曲として2019年9月13日に追加[8]。翌年2020年4月15日発売のシングル「THE IDOLM@STER CINDERELLA GIRLS STARLIGHT MASTER 38 Fascinate」に収録された。

## アレンジ違いについて
YELLOW YELLOW HAPPYには、シングルで発売された音源と、Colorfulに収録された「Album Version」が存在する。収録状況については次の項目を参照。

## 収録アルバム
※特筆なしはシングルバージョンを収録
- Colorful（#1） - アルバムバージョンを収録
- THANKS（#1）
- スーパー・ベスト （#1）
- THANKS 20th Edition 〜Pocket Biscuits Single Collection+（#1） - シングル、アルバムの両バージョンを収録
- COLORFUL～TVバラエティ・ヒッツ～（#1）
- クライマックス TV＆CMヒッツ（#1） - 2枚組のディスク2に収録
- NOW JAPAN BEST: Greatest Hits of the Millennium（#1）